# James Kynge
James Kynge é o diretor da China Confidenciais e Renminbi Bússola. Estes são proprietários de serviços de investigação a partir do Financial Times.

## Biografia
Seu primeiro livro, a China Sacode O Mundo: Uma Titan Ascensão e Conturbado Futuro - e o Desafio para a América, James Kynge descreve o desenvolvimento da China como uma superpotência; ele foi traduzido para 19 línguas. Ele ganhou a 2006 Financial Times e o Goldman Sachs Livro de Negócios do Ano".
Kynge passou mais de duas décadas como jornalista na Ásia, inicialmente, para a Reuters e, em seguida, na China, como Chefe do escritório do Financial Times, entre 1998 e 2005. Ele cobriu diversos eventos durante este tempo, incluindo a deflação Japonêsa, o massacre da Praça Tiananmen, a ascensão para a nação de cinco ex-repúblicas Soviéticas da Ásia central no início da década de 1990, a crise financeira Asiática de 1997, e da China em processo de reforma e abertura, desde 1998. Ele é um ganhador de vários prêmios de jornalismo .
Kynge, fala fluentemente o Mandarim, e é um regular comentarista de Chineses e Asiáticos problemas de meios de comunicação, incluindo a NPR, a CNN e a BBC. Ele vive em Pequim, é casado e tem três filhos.
Em 2016, ele ganhou a 2016 Wincott prêmio da Fundação para o Jornalista Financeira do Ano.